# Metabraxas
Metabraxas là một chi bướm đêm thuộc họ Geometridae.